# نادي العربي (سوريا)
النادي العربي الرياضي، نادي سوري لكرة القدم ومقره في السويداء. تأسس عام 1972. يلعب مبارياته على أرضه على ملعب السويداء.